# Nikolaus Martini
Nikolaus Martini, auch Nicolaus Martini (* 9. April 1632 in Bentwisch; † 13. November 1713 in Kiel) war ein deutscher Rechtswissenschaftler und gehörte zu den 17 Gründungsprofessoren der Christian-Albrechts-Universität zu Kiel.

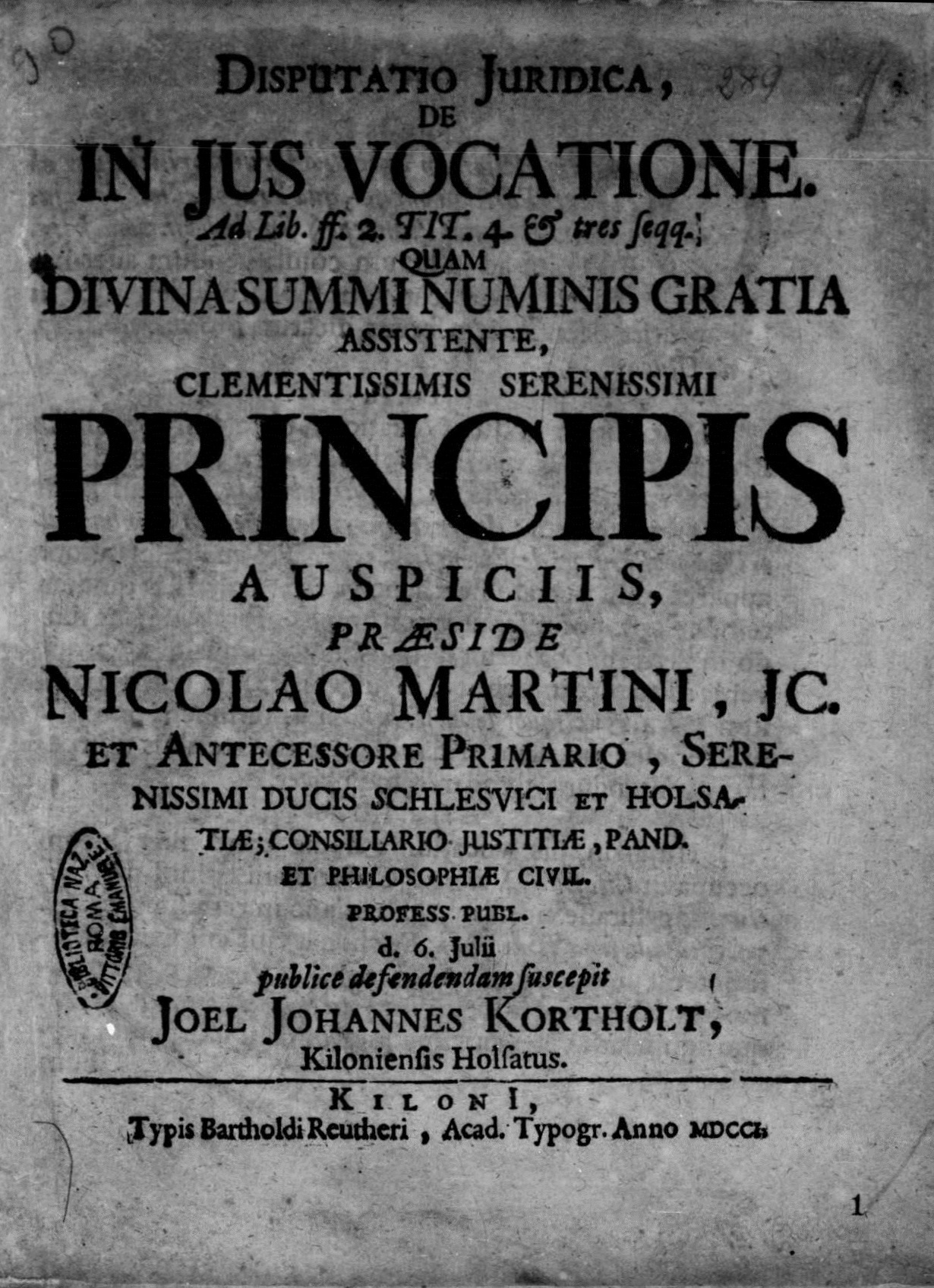
De in ius vocatione, 1701

## Leben
Der Sohn des Theologen Benedikt Martini war seit 1648 Schüler der Bordesholmer Fürstenschule und danach Student an der Universität Helmstedt, der Universität Jena und der Universität Rostock, die ihm 1658 die Lehrbefugnis (Lic. jur.) erteilte. 1665 wurde er einer der Gründungsprofessoren der Universität Kiel (Promotion ebendort 1666). Er lehrte erst an der philosophischen Fakultät und wurde 1671 ordentlicher Professor der juristischen Fakultät. Lehrstuhlnachfolger war sein Schwiegersohn Christoph Heinrich Amthor.
Weil Martini anfangs an der Kieler Universität die politische Philosophie vertrat und im  Wintersemester 1665/66 über die „ersten Prinzipien der Politik nach wahren und festen, das heißt Aristotelischen Grundlagen gemäß den Gesetzen der analytischen Methode“ las, wird er zu den frühen Vorgängern der Kieler Politikwissenschaft gezählt.

## Werke
- De successione principum, aliarumque personarum illustrium. Joachim Reumann, Kiel 1672 (Latein, beic.it).
  - De successione principum, aliarumque personarum illustrium. Joachim Reumann, Kiel 1674 (Latein, beic.it).
- De civitatibus municipalibus earumque membris. Barthold Reuther, Kiel 1682 (Latein, beic.it).
- De iure senum singulari. Joachim Reumann, Kiel 1689 (Latein, beic.it).
- De cautionibus iudicialibus. Barthold Reuther, Kiel 1701 (Latein, beic.it).
- De in ius vocatione. Barthold Reuther, Kiel 1701 (Latein, beic.it).
- De feriis et dilationibus. Barthold Reuther, Kiel 1702 (Latein, beic.it).
- Thesium selectarum, ex universa iuris privati prudentia decerptarum, specimen inaugurale. Barthold Reuther, Kiel 1702 (Latein, beic.it).
- Disputatio iuridica de libello Ad librum Digestorum 2. titulum 13. Quam divina summi numinis gratia assistente. Barthold Reuther, Kiel 1703 (Latein, beic.it).
- Praxis criminalis. Girolamo Mainardi, Urbino 1737 (Latein, beic.it).
  - Praxis criminalis. Girolamo Mainardi, Urbino 1746 (Latein, beic.it).